# Бермехо (перевал)
Бермехо (исп. Bermejo — алый) — перевал в Главной Кордильере Южных Анд, через который проходит Панамериканское шоссе. С колониальных времён использовался как наиболее короткий путь между Буэнос-Айресом, расположенным на берегу Атлантического океана, и тихоокеанским портом Вальпараисо. Разделяет долины рек Хункаль и Лас-Куэвас.
Бермехо — аргентинское название перевала. Существуют и другие: Paso de la Cumbre, Paso Iglesia (чилийский вариант), — среди которых наиболее известное, Paso de Uspallata (перевал Успальята), используется рядом стран в качестве официального, но считается неверным.[стиль]
Высота перевала над уровнем моря — 3810 м. Расположен между вершинами Аконкагуа (6962 м, к северу от перевала) и Тупунгато (6570 м, к югу). Рядом с перевалом, с восточной его стороны, находится посёлок Лас-Куэвас (Las Cuevas), служивший прежде пограничным переходом между Аргентиной и Чили. Сейчас посёлок почти обезлюдел — по переписи 2001 г. в нём числилось всего 7 человек.
В 1910—1984  под перевалом, по туннелю, проходила зубчатая Трансандинская железная дорога, соединявшая винодельческую Мендосу c Лос-Андесом и, далее, со столицей Чили — Сантьяго. В 1977-78 гг., во время охлаждения между Чили и Аргентиной, туннель был закрыт для поездов, но использовался для автомобильного движения. Поскольку туннельная шахта — однопутная, сторонам пришлось организовать по ней регулируемое реверсивное движение. В настоящее время туннель используется как пешеходный — для туристических прогулок.
Панамериканское шоссе пересекает перевал также под землёй — по туннелю «Христа Искупителя» (Cristo Redentor), официально называемому «Международный туннель Освободителей» (Paso Internacional Los Libertadores). Здесь встречаются два маршрута этой трассы: аргентинский No. 7 и чилийский No. 60.
В 1904 году на перевале, недалеко от Лас-Куэвас и от восточного входа в железнодорожный туннель, была поставлен Андский Христос — скульптурное изображение Христа Искупителя (Cristo Redentor de los Andes).